# Capio
Capio är ett privat sjukvårdsföretag som bedriver vård inom medicin, kirurgi och psykiatri på vårdcentraler, specialistkliniker och sjukhus. 

## Historik
Capio bildades 1994 som affärsområde Bure Hälsa och Sjukvård inom Bure Equity och var landets första sjukhus att drivas som aktiebolag. År 1999 blev S:t Görans Sjukhus i Stockholm ett dotterbolag inom Bure. År 2000 börsnoterades Capio. Det köptes ut från börsen 2006 av Apax Europe och Nordic Capital. Det återintroducerades på Stockholmsbörsen 2015. År 2018 förvärvades Capio av den franska vårdjätten Ramsay Générale de Santé och avnoterades åter från Stockholmsbörsen. Ramsay Santé ägs i sin tur av den australienska sjukvårdsaktören Ramsay Health Care samt Prédica, som är en del av Crédit Agricole.

## Verksamhet
Verksamheten bedrivs genom sjukhus, specialistkliniker och vårdcentraler inom medicin, kirurgi och psykiatri. Företaget är verksamt i Sverige, Norge, Danmark, Frankrike och Tyskland. I Sverige drivs bland annat Capio S:t Görans sjukhus i Stockholm och Capio Lundby sjukhus i Göteborg. 
I Capio ingår sedan 2001 dotterbolaget Capio Medocular, numera Capio Ögon, som grundades 1986 och är specialiserad på allmän ögonmedicin, gråstarrkirurgi och behandling av optiska synfel. I slutet av 2012 köpte Capio Carema Sjukvård av Carema.

## Kritik
Capio har genom åren fått kritik inom en rad områden och varit föremål för debatt i medierna. En del av kritiken går tillbaka på att Capio är ett privatägt företag med vinstintresse, vilket enligt kritiker i slutändan riskerar att påverka vården men också säkerheten och patienternas integritet.
IVO genomförde år 2020 en granskning av läkarbolag som arbetade på landets särskilda boenden under Covid-pandemin. Capio var ett av de företag som kritiserades för att äldre på särskilt boende i Stockholmsområdet inte fått den vård som krävdes hänsyn till deras individuella behov.

### Bedrägerier i miljonklassen
I december 2023 avslöjade SVT Nyheter Stockholm via en visselblåsare att Capio systematiskt fuskar till sig miljonbelopp på vård för äldre i Stockholms län. Genom att registrera besöken som akutbesök istället för vanliga, planerade vårdbesök, har de fått ut en ökad ersättning från landstinget, en nota som skattebetalarna fått stå för i slutändan. Bedrägerierna gör att enskilda läkare kan få extraintäkter på uppemot 10 000 kronor i månaden och vårdjätten Capio tjäna miljontals kronor på. Efter SVT:s avslöjande och en gjord interngranskning erkände Capio och tvingades betala tillbaka 8 miljoner kronor till regionen. Sammanlagt handlar det om över 10 000 felaktiga registreringar över tre års tid men SVT:s källor uppger att fusket pågått under betydligt längre tid. Bolaget genomförde över 43 000 akuta läkarbesök på äldreboenden 2016–2023 till ett värde av cirka 28 miljoner kronor.